# شهرستان نیکوپل
شهرستان نیکوپل (به بلغاری: Nikopol Municipality) یک شهرستان در بلغارستان است که در استان پلون واقع شده‌است. شهرستان نیکوپل ۴۱۵٫۹ کیلومتر مربع مساحت و ۱۰٬۶۰۲ نفر جمعیت دارد.